# Capitoli di Ken il guerriero: Le origini del mito

Copertina del primo volume dell'edizione italiana

Questa è la lista dei capitoli di Ken il guerriero: Le origini del mito, manga scritto e disegnato da Tetsuo Hara con la supervisione di Buronson. La serie è un prequel di Ken il guerriero e narra le avventure dello zio di Kenshiro, Kenshiro Kasumi, nella Shanghai degli anni trenta.
La serie è stata serializzata in Giappone da maggio 2001 ad agosto 2010. I vari capitoli sono stati poi raccolti in 22 tankōbon, pubblicati dalla casa editrice Shinchosha dal 9 ottobre 2001 al 9 novembre 2010.
L'edizione italiana è stata pubblicata da Planet Manga dall'11 marzo 2004 al 15 ottobre 2011, in 44 volumi che completano l'opera. Ogni volume italiano corrisponde alla metà di uno di quelli giapponesi.
Il 25 ottobre 2017 è incominciata la serializzazione di una seconda parte intitolata Ken il guerriero: Le origini del mito - Regenesis, che ne continua le vicende. Essa è edita sempre da Planet Manga. 
| Indice Lista volumi 1 2 3 4 5 6 7 8 9 10 11 12 13 14 15 16 17 18 19 20 21 22 Lista volumi Regenesis Note |

## Lista volumi
| 1  | 1-2   | 9 ottobre 2001 | 11 marzo 2004 15 aprile 2004       |
| 1  | 1-2   | Capitoli - 1. Il ricercato - il Re dell'Inferno - 2. In nome della lealtà - 3. La minaccia della tecnica assassina - 4. Non sono più l'imperatore della Cina! - 5. Un'umiliazione insopportabile! - 6. L'erede della Divina Scuola di Hokuto! - 7. Le lacrime di Yongjian Li - 8. La città infestata dal male! - 9. Rivolgiti al cielo! - 10. Ritorno a Shangai! |                                    |
| 1  | 1-2   | Trama Negli anni 70, alla nascita di Kenshiro, Ramon Kasumi (il futuro maestro Ryuken, 63° successore della Divina Scuola di Hokuto), gli dà lo stesso nome di suo fratello e rimembra la sua storia. Nel 1935, Kenshiro Kasumi insegna all'università femminile di Tokyo e riceve una visita di Yongjian Li, un suo vecchio amico del Chinpan, gruppo mafioso a cui Ken si era affiliato nel periodo in cui viveva a Shanghai (dove era noto come il Re dell'Inferno) e del cui capo (Guanglin Han) era un grande amico, mentre era fidanzato della sorella di quest'ultimo, Yuling. L'imperatore Pu Yi si reca in Giappone in cerca del Re dell'Inferno, affinché diventi una sua guardia del corpo, tuttavia Kenshiro rifiuta e gli impartisce una lezione di vita. Kulong Jin, il capo delle guardie imperiali, cattura Li per attirare Ken e confrontarsi con lui ma viene facilmente sconfitto. Li rivela a Kenshiro che Han e Yuling sono stati uccisi dal Fiore Rosso, altro gruppo mafioso che ora domina su Shanghai e che Kenshiro aveva massacrato prima di tornare in Giappone. Ken decide allora di recarsi a Shangai e si congeda con Takeshi Kitaoji, fondatore dell'università a cui Kenshiro salvò la vita. Giunto a Shangai, Ken elimina dei membri del Fiore Rosso che stavano per uccidere un bambino, ma quest'ultimo ne approfitta per rubargli la borsa e fuggire. |                                    |
| 2  | 3-4   | 9 novembre 2001 | 13 maggio 2004 10 giugno 2004      |
| 2  | 3-4   | Capitoli - 11. L'olfatto del Re dell'Inferno! - 12. La crudele caccia al Chinpan! - 13. Il massacro del campo di punizione! - 14. Confessioni sfacciate! - 15. Un'esibizione sorprendente! - 16. Uno scontro violento! - 17. Lo stile segreto di Golan! - 18. Un nuovo temibile nemico! - 19. Il momento decisivo! - 20. Prega il Dio dell'Inferno! - 21. La straziante tortura! - 22. Due anime nere! |                                    |
| 2  | 3-4   | Trama Col suo straordinario olfatto, Ken segue il bambino, Ziying, fino al suo nascondiglio, in cui vive con suo padre Ye, ex-dirigente del Chinpan e amico di Kenshiro. Ye e Ziying gli spiegano che il Fiore Rosso sta dando la caccia ai superstiti del Chinpan con l'aiuto dell'esercito della Concessione francese. Infatti, il comandante Carnet è in combutta col numero tre del Fiore Rosso, Xi Fei Huang, e i due assistono al massacro degli uomini del Chinpan nel campo di punizione del palazzo delle scommesse "Nuovo Mondo". Con le tecniche di Hokuto, Ken si fa rivelare da un prete corrotto tutto ciò che Huang gli ha confessato ed escogita un piano per eliminarlo. Si traveste così da Ye ed affronta Golan, il lottatore al servizio di Carnet. Kenshiro uccide facilmente l'avversario ma i dirigenti del Fiore Rosso, che furono sfigurati dal Re dell'Inferno tre anni prima, tentano di ammazzarlo, venendo però fermati dal Colonnello Charles De Guise dei servizi segreti francesi. Ken fa saltare in aria il campo di punizione ed uccide Huang, mentre De Guise offre protezione a Ye e Ziying, rivelando inoltre che Han è ancora vivo, prigioniero di Dong Lai Wu, altro dirigente del Fiore Rosso che lo tiene sotto tortura da un anno per fare sua la donna di Han, l'attrice Meiyu Yang. Ricordandosi che Meiyu è un'amica di Yuling, Ken va a farle visita ed ella lo riconosce. |                                    |
| 3  | 5-6   | 9 maggio 2002 | 8 luglio 2004 5 agosto 2004        |
| 3  | 5-6   | Capitoli - 23. Per colpa di un destino maledetto! - 24. Il deserto del tradimento! - 25. L'ombra silenziosa! - 26. L'occasione propizia! - 27. Il destino di un'era di guerre! - 28. Hokuto contro Hokuto! - 29. Chiedere al drago! - 30. Salvare l'amico! - 31. Il ballo della morte! - 32. Per la rinascita del Chinpan! - 33. La provocazione! |                                    |
| 3  | 5-6   | Trama Meiyu rimprovera Ken di aver abbandonato Yuling ma egli le confessa di aver dovuto uccidere il padre adottivo di Guanglin e Yuling in quanto era un traditore intenzionato ad eliminarli. Meiyu dice a Kenshiro che ad uccidere Yuling è stato un uomo noto come "il Re degli spiriti". Intanto, De Guise orchestra un piano per liberare Han e far così rinascere il Chinpan, che consiste nel far eliminare a Kenshiro i vertici del Fiore Rosso. Per tale motivo, Meiyu invita Wu ad una cerimonia, il quale si presenta tuttavia con Kuang Yun Wang, il Re degli spiriti, invatogli dal Maestro Chan. Il Re dell'inferno affronta così il Re degli spiriti, appartenente alla Scuola Sun di Hokuto, una delle tre casate minori che si crearono quando la Cina si divise nei Tre Regni. Nello scontro, entrambi si spezzano il braccio e sono costretti a fuggire. Grazie al suo olfatto, Kenshiro intuisce dove è tenuto rinchiuso Han e si affida alla Bussola del drago, un cimelio che gli regalò un vecchio profeta. Furioso per la trappola tesagli da Meiyu, Wu decide di ammazzare Han ma viene fermato e ucciso da Ken, che libera finalmente Guanglin. Intanto, per vendicarsi di essere stato manovrato, il Re degli spiriti attacca De Guise, il quale appartiene anch'egli alla Scuola Sun e riesce a mettere in fuga il nemico. Altrove, il nuovo numero tre del Fiore Rosso, Tian il "Kappa", informa i suoi uomini che comincerà la guerra contro il Chinpan. |                                    |
| 4  | 7-8   | 9 agosto 2002 | 9 settembre 2004 14 ottobre 2004   |
| 4  | 7-8   | Capitoli - 34. Aria di rinascita! - 35. La tecnica della frenesia! - 36. Ai confini della follia! - 37. Vendere l'anima al diavolo! - 38. Un dono per l'ambizione! - 39. Una triste ninna nanna - 40. L'incursione del Fiore Rosso! - 41. Il viaggio del destino! - 42. Il rito dello sterminio! - 43. Vendetta e pietà! - 44. L'incantevole predona! |                                    |
| 4  | 7-8   | Trama Col ritorno di Han, Ye riunisce i superstiti del Chinpan e si riappropriano del Nuovo Mondo. Intanto, Kenshiro affronta Kuang Yun, che lo mette in difficoltà grazie alla tecnica della frenesia ed al dislocamento dei punti di pressione, grazie ai quali sconfisse ed uccise anche il proprio maestro. Tuttavia, per ottenere questo potere, il corpo di Kuang Yun si è ormai deteriorato e Ken riesce a vincere, intuendo anche che egli non uccise Yuling. La donna era infatti la sua promessa sposa ma ella continuò ad amare Kenshiro, pertanto Kuang Yun decise di eliminarla ma non vi riuscì e si limitò dunque a cancellarle la memoria e a mandarla lontano. Tian coglie l'occasione per eliminare sia il Re dell'Inferno che il Re degli spiriti ma i due riescono a fuggire e, in punto di morte, Kuang Yun rivela a Ken che il vecchio profeta gli allungò la vita per permettergli di affrontare la Divina Scuola di Hokuto. Mentre, con l'aiuto di De Guise, Han elimina Carnet e vari dirigenti del Fiore Rosso, Kenshiro uccide Tian. Nella Cina Orientale, l'esercito nipponico è all'inseguimento dei predoni che gli si oppongono, guidati da Xiu Bao Li, la quale si rivela essere proprio Yuling. |                                    |
| 5  | 9-10  | 9 gennaio 2003 | 11 novembre 2004 10 dicembre 2004  |
| 5  | 9-10  | Capitoli - 45. Il locale dell'incontro e dell'addio - 46. Il sogno di un paradiso terrestre! - 47. Alla ricerca della terra promessa - 48. La libidine dell'eroe! - 49. Il presagio del miracolo - 50. Inseguendo la memoria! - 51. Paradiso e Inferno! - 52. La dichiarazione di morte! - 53. Inseguite Tai-Yan Zhang! - 54. La belva ladra di spose! - 55. Lo spirito combattivo della Scuola Cao di Hokuto! |                                    |
| 5  | 9-10  | Trama Dopo averle tolto la memoria, il Re degli spiriti mandò Yuling dai predoni fuggiti dalla Manciuria, il cui anziano capo si prese cura di lei. Essendo ormai vecchio, il capo dei predoni dice a Yuling di chiedere aiuto a Takeshi Kitaoji, amico d’infanzia con cui egli condivide il sogno di creare una patria per tutti gli sfollati. Intanto, Kitaoji giunge a Shangai, con l’obiettivo di renderla il luogo in cui ospitare gli ebrei in fuga dall’Europa. De Guise rivela a Kenshiro di essere ebreo e gli chiede di proteggere sua sorella Sophie, che ha perso la memoria in seguito al trauma subìto quando le hanno ucciso il fidanzato. Ken la aiuta a recuperare la memoria ma la ragazza viene uccisa da Tai-Yan Zhang, vice-capo del Fiore Rosso ed esponente della Scuola Cao di Hokuto. Su richiesta di Tai-Yan, giunge a Shangai anche la Fratellanza dei Cinque Portali, una setta della Scuola Cao, con l’obiettivo di sterminare il Chinpan. Anche se ferito dall’attentato di Tai-Yan, Kenshiro si reca in un bordello frequentato dal nemico e sconfigge il leader della Fratellanza, il quale si toglie la vita per non rivelare informazioni sul suo capo Tai-Yan. Quest’ultimo, giunto sul posto, cerca di uccidere una donna ma viene bloccato da Ken. |                                    |
| 6  | 11-12 | 9 maggio 2003 | 13 gennaio 2005 10 febbraio 2005   |
| 6  | 11-12 | Capitoli - 56. La ragione di vita di Hokuto! - 57. Il capo del Fiore Rosso! - 58. L'invasione dei predoni! - 59. Un autobus per l'Inferno! - 60. La divinità della memoria! - 61. Un dono coraggioso! - 62. Un profumo nostalgico! - 63. Cercate Yuling! - 64. Una decisione irremovibile! - 65. Lo scherzo del destino! - 66. Lacrime di nostalgia! |                                    |
| 6  | 11-12 | Trama Dopo un breve scambio di colpi, Tai-Yan se ne va, non volendo affrontare un Kenshiro già ferito, e chiede a suo fratello maggiore, il Maestro Lie-Shan Chan a capo del Fiore Rosso e comandante dell’esercito nazionalista, di inviargli delle truppe. Giunge così a Shangai un esercito di predoni, che semina il caos in città. Nel mentre, le truppe di Xiu Bao Li, sotto attacco dei giapponesi, vengono aiutate da Lie-Shan, che chiede in cambio di prendere la donna in sposa. Invece, Xiu Bao Li fa ritorno a Shangai, a capo del suo esercito, per trattare con Kitaoji la resa all’esercito nipponico e sacrificando così la sua vita per salvare quella dei suoi uomini. Qui, dimostra subito grandi doti da condottiera e respinge Tai-Yan, il quale decide di farla sua anche a costo di scontrarsi col proprio fratello. Kitaoji, intenzionato a salvare anche la vita di Xiu Bao, chiede a Kenshiro di affiancarla come interprete. Pur avendola riconosciuta come Yuling, Ken non può tuttavia farle recuperare la memoria con le tecniche di Hokuto, in quanto il vecchio profeta lo avverte del rischio che il Re degli Spiriti le abbia applicato una tecnica mortale. Kenshiro e Han organizzano dunque una cena affinché Yuling recuperi la memoria spontaneamente e la ragazza effettivamente riconosce alcuni aspetti della propria infanzia. |                                    |
| 7  | 13-14 | 9 settembre 2003 | 17 marzo 2005 14 aprile 2005       |
| 7  | 13-14 | Capitoli - 67. Un interprete affidabile! - 68. L’assassino sguinzagliato! - 69. La corsa dell’assassino! - 70. Il terribile colpo del Fulmine Latente! - 71. L’incontro ardente! - 72. La mossa letale di Tai-Yan! - 73. L’implacabile colpo segreto! - 74. La stella azzurra di Hokuto! - 75. Il colpo dell’odio! - 76. Il compito della Fratellanza dei Cinque Portali! - 77. Un dolore indimenticabile! |                                    |
| 7  | 13-14 | Trama Kitaoji fa sapere a Xiu Bao Li che arriverà presto in Cina il generale Ookawa, con cui dovrà discutere della sua resa al Giappone. Intanto, Tai-Yan manda una sua talpa nel covo del Chinpan affinché rilasci delle pulci infestate dalla peste. Tuttavia, Kenshiro scopre l’infiltrato e gli fa ingoiare l’arma biologica, per poi pedinarlo fino alla nave in cui si nasconde il Fiore Rosso. A bordo, Ken appicca un incendio ed affronta Tai-Yan, mentre il Chinpan si occupa di eliminare tutti i nemici che tentano la fuga. Tai-Yan svela a Kenshiro di voler uccidere il successore della Scuola Cao, ovvero suo padre Da-Yan Chan, il quale scoprì che Tai-Yan non era suo figlio e decise di ucciderlo insieme alla madre. La donna, invece, ammise l’inganno e si suicidò. Stupito dalla forza di volontà del piccolo Tai-Yan, Da-Yan decise di risparmiarlo e di allenarlo. Altrove, Lie-Shan riceve una visita di suo padre e Da-Yan gli rivela di essere a conoscenza delle intenzioni di Ta-Yan e di volerlo affrontare. Sulla nave, De Guise intercetta la Fratellanza dei Cinque Portali, che gli racconta che il vero compito affidatole dal gran maestro Da-Yan è servire Tai-Yan fin quando non diventerà il successore della Scuola Cao. Utilizzando la stessa tecnica del suo predecessore, Tesshin Kasumi, Kenshiro sconfigge Tai-Yan ma la seconda stella della Fratellanza lo supplica di risparmiarlo in cambio della propria vita. Anche De Guise, raggiunto Ken, gli chiede di lasciare in vita Tai-Yan, in modo che possa sfidare suo padre. Dopo che De Guise gli sfregia il volto, Tai-Yan gli giura in lacrime che non scorderà mai questo dolore. |                                    |
| 8  | 15-16 | 9 gennaio 2004 | 12 maggio 2005 11 giugno 2005      |
| 8  | 15-16 | Capitoli - 78. La risoluzione di Tai-Yan! - 79. Il pensiero forte e profondo! - 80. La memoria sussurrante! - 81. Una scena familiare! - 82. Il luogo dei ricordi! - 83. Un fiore che non deve essere spezzato! - 84. Il segreto nume tutelare! - 85. Festeggiamenti e spari! - 86. Il dio della morte e la preghiera! - 87. La resurrezione dei ricordi! - 88. La porta della memoria! |                                    |
| 8  | 15-16 | Trama Prima di andarsene, Tai-Yan chiede a Kenshiro come mai non abbia raccontato a Yuling il suo passato e Ken gli risponde di essere fiducioso che il destino la aiuterà a ricordare. Intanto, Lie-Shan giunge con il suo esercito a Shangai e, dopo aver attaccato il Chinpan, si mette sulle tracce di Xiu Bao Li, che è costretta a rifugiarsi presso l’ambasciata giapponese. Qui giunge anche il generale Ookawa, intenzionato a condannarla a morte, ma che le concede invece la grazia in seguito all’intercessione di Kenshiro e Kitaoji. Intanto, Xiu Bao ritrova alcuni ricordi, grazie anche all’incontro col vecchio profeta; tuttavia Guanglin viene gravemente ferito da un soldato nemico. Yuling recupera infine la memoria e può finalmente riabbracciarsi con Ken. |                                    |
| 9  | 17-18 | 9 maggio 2004 | 14 luglio 2005 11 agosto 2005      |
| 9  | 17-18 | Capitoli - 89. Il desiderio racchiuso in una goccia! - 90. Un nuovo viaggio! - 91. Il piano segreto del Maestro Chan! - 92. Sin da quel giorno! - 93. Il mestiere dell’assassino! - 94. Il perché della leggenda! - 95. Un calore avvolgente! - 96. La città dove prospetta il male! - 97. Il nome che non deve essere pronunciato! - 98. La migliore accoglienza! - 99. Due eroi sotto le stelle! |                                    |
| 9  | 17-18 | Trama Grazie alle lacrime di Yuling, Guanglin si risveglia dal coma, senza però essere più in grado di guidare il Chinpan. Per tale motivo, la guida del gruppo viene affidata a Yuling. Intanto, Lie-Shan riorganizza il Fiore Rosso utilizzando i predoni che ha fatto venire a Shangai ed assegna il comando al generale Hu Cheng Luo, eroe della resistenza antinipponica. Ken si intrufola nella villa di Luo e, premendogli un punto di pressione, gli impedisce di pronunciare il proprio nome, pena la morte. Il generale è dunque costretto ad ubbidire agli ordini di Ken ed invita Lie-Shan nella sua villa, il quale però si accorge subito del tradimento di Luo. Kenshiro esce allo scoperto e i due iniziano a combattere, ferendosi a vicenda. |                                    |
| 10 | 19-20 | 9 agosto 2004 | 15 settembre 2005 13 ottobre 2005  |
| 10 | 19-20 | Capitoli - 100. Indegno di essere un lottatore! - 101. Lo sguardo del dio della morte! - 102. La preghiera di un padre! - 103. Il titolo di successore! - 104. L’uomo di cui ha bisogno il cielo! - 105. La minaccia di Chiang Kai-shek! - 106. Il Catalogo della Speranza! - 107. Il cuore gentile del corriere! - 108. Una preghiera e un sorriso! - 109. La minacciosa Croce del Sud! - 110. Il dovere di un uomo! |                                    |
| 10 | 19-20 | Trama Ken sconfigge Chan ma viene interrotto da Tai-Yan, che nel frattempo ha battuto il padre Da-Yan divenendo il successore della Scuola Cao. Tai-Yan chiede a Kenshiro di risparmiare suo fratello, affinché possa esaudire il desiderio che il loro padre ha espresso in punto di morte: fermare la guerra civile cinese ed unire nazionalisti e comunisti contro gli invasori giapponesi. Scosso dai sentimenti di suo padre, Lie-Shan si redime e chiede a Tai-Yan di accecarlo, per poter seguire i dettami del cielo. Hu Cheng Luo cerca di cogliere l’occasione per eliminare gli esponenti di Hokuto ma perisce a causa della tecnica di Ken. La morte del generale Luo non viene però ignorata dal Presidente Chiang Kai-shek, il quale ordina di trovare il combattente più forte della Cina per eliminare il Re dell’Inferno. La missione viene così affidata a Fei-Yan Liu, “il rapace della morte” della Sacra Scuola della Croce del Sud, un corriere che sta scortando dall’Unione Sovietica in Cina una bambina ebrea, Erika Arendt. La bambina è infatti in possesso del Catalogo della Speranza, contenente l’ubicazione di migliaia di opere d’arte ricercate da Hitler. Fei-Yan, dopo aver ucciso tutti i nazisti alle calcagna di Erika, rifiuta la richiesta di assassinio, che viene invece accolta dal suo senpai, il rivoluzionario Bai-Fang Biao. Così, Bai-Fang sfida Kenshiro ma interrompe l’incontro, in quanto ferisce Ken mentre quest’ultimo si volta per salvare un bambino. Un compagno comunista di Bai-Fang gli chiede di uccidere Ken per intascare la taglia sulla sua testa ma Bai-Fang gli risponde che ogni uomo ha dei doveri.              |                                    |
| 11 | 21-22 | 9 dicembre 2004 | 9 dicembre 2005 12 gennaio 2006    |
| 11 | 21-22 | Capitoli - 111. L’ubicazione del Catalogo! - 112. Essere un maestro di arti marziali! - 113. Il presentimento di una battaglia mortale! - 114. In cerca del più forte! - 115. Il perché dello scontro! - 116. La stella della morte risplende! - 117. Un desiderio da realizzare a ogni costo! - 118. Come in un sogno! - 119. La promessa di un amico! - 120. L’attacco che ha provocato il rimorso! - 121. L’inizio della guerra! - 122. Il panorama che si estende oltre la morte! |                                    |
| 11 | 21-22 | Trama Il Catalogo della Speranza è un falso, mentre quello vero è stato interamente memorizzato da Erika, la quale (come Ken) possiede il dono della memoria visiva istantanea. Fei-Yan conduce Erika a Shangai per consegnarla a De Guise ma, ossessionato dall’idea di proteggerla, lo sfida per verificare se il colonnello sia più forte di lui. De Guise ha la peggio e viene mortalmente ferito, facendo tuttavia in tempo a supplicare Kenshiro di salvare Erika. I nazisti attaccano il covo dei comunisti e Bai-Fang viene colpito a morte per proteggere Fei-Yan, di cui si è sempre preso cura come un fratello e a cui salvò la vita. Da piccolo, Bai-Fang fu salvato ed adottato dal Maestro Rui-Ying Wei, un membro della Scuola Liu che poi fondò la Sacra Scuola della Croce del Sud, combattendo alla pari anche col padre di Kenshiro. Bai-Fang, il cui sogno è sempre stato quello di eliminare la povertà, spira tra le braccia di Fei-Yan. Giunto sul posto, Ken uccide diversi nazisti e si trova faccia a faccia con Fei-Yan. |                                    |
| 12 | 23-24 | 9 marzo 2005 | 9 febbraio 2006 16 marzo 2006      |
| 12 | 23-24 | Capitoli - 123. Lo sguardo penetrante dei due grandi guerrieri! - 124. I potenti si cercano! - 125. Un destino segnato dalla lotta! - 126. L’incontro fatale! - 127. La decisione della vigilia dell’attentato! - 128. Il diavolo non ha bisogno della pietà! - 129. L’inizio di tutto! - 130. Bombardamento! La Concessione si tramuta in un inferno! - 131. L’ossessione di divenire il più forte! - 132. La Divina Scuola di Hokuto non fa paura! - 133. Il destino che attende! - 134. L’ultimo colpo miracoloso della Croce del Sud! |                                    |
| 12 | 23-24 | Trama Ken fugge dai nazisti con Fei-Yan ed Erika. I due guerrieri si affrontano ma vengono interrotti da Yuling. Stupito dalla forza della donna, Fei-Yan le affida Erika e si prepara al duello con Kenshiro. Mentre scoppia la guerra tra Cina e Giappone e Shangai viene bombardata, Ken e Fei-Yan combattono e il rapace della morte infligge a Kenshiro la stessa cicatrice che il suo maestro Rui-Ying inflisse a Tesshin, padre di Kenshiro. Per affrontare la Divina Scuola di Hokuto, Rui-Ying lasciò la Scuola Liu ma il suo maestro lo ferì a una gamba, che Rui-Ying poi si mozzò. Per tale motivo, Rui-Ying fu sconfitto da Tesshin. Per poter colpire Ken, Fei-Yan si fa ferire gravemente, utilizzando la stessa strategia che Tesshin usò contro Rui-Ying. |                                    |
| 13 | 25-26 | 9 luglio 2005 | 13 aprile 2006 11 maggio 2006      |
| 13 | 25-26 | Capitoli - 135. Rinunciare alla vita! - 136. Il crocevia del destino! - 137. Il ritorno del vincitore! - 138. La regola di Hokuto! - 139. L’uomo che si fa beffe della storia! - 140. Il presentimento dell’incontro! - 141. L’indicazione del drago! - 142. L’arrivo del sacerdote della Scuola Liu di Hokuto! - 143. La triste richiesta! - 144. L’ultimo messaggero segreto! - 145. Uno sguardo vuoto! - 146. Perché essere il più forte?! |                                    |
| 13 | 25-26 | Trama La strategia di Fei-Yan fallisce e viene sconfitto da Kenshiro, comprendendo di non essere ancora all’altezza del proprio maestro. Erika e Yuling li raggiungono e la bambina supplica Fei-Yan di trascorrere la vita insieme, pertanto Ken annulla la propria tecnica risparmiandogli la vita. Fei-Yan vivrà così a Shangai, fingendosi un prete e padre di Erika. Lui e Ken incontrano un piccolo orfano, che si rivela essere Jukei, futuro maestro della Scuola Liu ovvero l’Arcana Arte di Hokuto. Jukei riceve da Kenshiro la Bussola del drago e viene adottato da Fei-Yan. Intanto, Yuling si reca in Giappone da Tesshin, il quale le dice che, per divenire il 62º successore della Divina Scuola di Hokuto, è necessario vincere contro il successore della Scuola Liu. Tale successore, il geniale Zong-Wu Liu, è ora un ufficiale nazista al servizio del colonnello Edmund Heckler, con il quale fa ritorno a Shangai. Nel mentre, Ken viene avvicinato da Wen-Li Xia, monaca della Scuola Liu che aveva una relazione con Zong-Wu ma che da lui fu sfregiata. Wen-Li chiede a Kenshiro di uccidere Zong-Wu, per proteggere gli eroi e la pace. Zong-Wu, fervido sostenitore della guerra, uccide un messaggero di Kitaoji che avrebbe potuto portare la pace tra Cina e Giappone. Intanto, Fei-Yan si mette a disposizione di Ken, in quanto suo amico. |                                    |
| 14 | 27-28 | 9 gennaio 2006 | 15 giugno 2006 13 luglio 2006      |
| 14 | 27-28 | Capitoli - 147. Il confessionale del peccato! - 148. Un invito a combattere! - 149. Per essere il più forte! - 150. La regola umiliante! - 151. Il miraggio dell’oscurità! - 152. I colpi ravvicinati del duello mortale! - 153. Gli ingranaggi del destino! - 154. La perfidia e l’incubo! - 155. Du-Tian Feng, il grande criminale! - 156. La mosca che ronza nell’anima! - 157. Un ospite inatteso! - 158. La passione e il vino che inganna! |                                    |
| 14 | 27-28 | Trama Contrario alla regola di Hokuto (che prevede che quando la Divina Scuola è priva di un successore questo venga scelto dalla Scuola Liu), Zong-Wu affronta Ken ma il duello termina in parità e i due vengono tratti in salvo da Fei-Yan e Wen-Li. Quando Zong-Wu era bambino, assistette all’uccisione della sua famiglia da parte di un criminale, Du-Tian Feng, di cui ha ancora gli incubi. Feng è ora a capo di una società criminale e giunge a Shangai per minacciare Han di cedergli la città. Prima di chiudere i conti con Kenshiro, Zong-Wu intende eliminare Feng ma viene tradito da Heckler, il quale tenta di ucciderlo su richiesta di Feng. Zong-Wu stermina Heckler e i suoi uomini e si mette alla ricerca di Feng, mentre Ken viene informato che Feng è sulle tracce di Yuling. |                                    |
| 15 | 29-30 | 9 luglio 2006 | 15 marzo 2007 14 aprile 2007       |
| 15 | 29-30 | Capitoli - 159. Una sfida dal buio! - 160. Se ce l’hai con il Chinpan prenditela con me! - 161. Mi vendicherò con le mie mani! - 162. Una rabbia infinita! - 163. L’astuta trappola dell’ippodromo! - 164. Il dio della morte giunto dall’Occidente! - 165. La Scuola Lunare di Seito! - 166. L’arte marziale scomparsa! - 167. Un destino macchiato di sangue! - 168. La storia segreta della nascita della Divina Scuola di Hokuto! - 169. Il rancore insanguinato! - 170. La tristezza del lupo! - 171. L’uomo che prega la luna! |                                    |
| 15 | 29-30 | Trama Su richiesta di Ken, Ramon scorta Yuling e la protegge dai sicari di Feng lungo il viaggio. Intanto, Zong-Wu insegue Feng ma cade nella sua trappola e viene ferito da un guerriero che utilizza tecniche simili a quelle della Divina Scuola di Hokuto e che fugge all’arrivo di Kenshiro. Ken racconta a Zong-Wu, Fei-Yan e Wen-Li che in passato, lungo la via della seta, si imbatté in un mausoleo in cui una lupa incarnante il rancore gli narrò la tragica fine della tribù degli Yuezhi. Il fondatore della Divina Scuola di Hokuto, Shuken, fu infatti inviato da loro per apprendere le tecniche della Scuola Lunare di Seito, basate sui punti di pressione. Concluso il suo addestramento, tuttavia, portò a termine la sua missione che consisteva nello sterminare il suo maestro e gli altri apostoli, nonché la sua amata Yama. In questo modo, impedì che quelle tecniche assassine finissero nelle mani sbagliate. Ken sconfisse la lupa, che lo mise in guardia sull’arrivo di un discendente che sarebbe giunto a vendicarsi di Hokuto. Feng spiega intanto ai suoi uomini di aver assoldato questo guerriero liberandolo di prigione al fine di eliminare i guerrieri di Hokuto; mentre Ken conduce Zong-Wu seguendo l’odore di quella lupa. |                                    |
| 16 | 31-32 | 9 febbraio 2007 | 11 ottobre 2007 15 novembre 2007   |
| 16 | 31-32 | Capitoli - 172. Castigare la Divina Scuola di Hokuto! - 173. Il Dio compassionevole! - 174. L’inizio della caccia a Hokuto! - 175. Chi vede Dio! - 176. L’ambizione di Du-Tian Feng! - 177. L’uomo che vede Dio! - 178. La rondine e la croce! - 179. Il sacrificio della notte della luna nuova! - 180. Il colpo segreto della Scuola Lunare di Seito! - 181. L’essenza del doppio fulmine! - 182. Insegui l’odore del sangue! - 183. Per un amico! - 184. Un destino vecchio duemila anni! |                                    |
| 16 | 31-32 | Trama Mentre Feng cerca di eliminare Yuling, tornata a Shangai, facendo persino bombardare la residenza del Chinpan dall’esercito, Yasaka, della Scuola Lunare di Seito, cattura Fei-Yan per sacrificarlo al Dio degli Yuezhi. In una notte di luna nuova, Yasaka lo libera e lo affronta, per studiare le tecniche di Hokuto. Fei-Yan viene sconfitto ma, prima che Yasaka gli infligga il colpo di grazia, giunge in suo soccorso Kenshiro a bordo di un carro armato. |                                    |
| 17 | 33-34 | 8 settembre 2007 | 13 marzo 2008 15 maggio 2008       |
| 17 | 33-34 | Capitoli - 185. Se ce l’hai con Hokuto, prenditela con me! - 186. I cento pugni di Hokuto! - 187. Un ultimo sorriso! - 188. Il pulcino che lascia il nido! - 189. Una separazione senza lacrime! - 190. La vigilia della battaglia marina a Shangai! - 191. Yuling passa all’azione! - 192. Lo spirito cavalleresco del Chinpan! - 193. La strategia marina! - 194. La strategia di Feng! - 195. Il desiderio di un guerriero! - 196. La guida delle stelle! - 197. Il sussurro della Sacra Madre! |                                    |
| 17 | 33-34 | Trama Ribadendo il suo odio nei confronti di Hokuto, Yasaka attacca Ken ma il loro duello viene interrotto dall’arrivo dell’esercito. Fei-Yan, non volendo far soffrire Erika, chiede a Kenshiro di lasciarlo morire in solitudine. Intanto, Yuling noleggia da Zong-Wu un sommergibile per affondare la nave da guerra in cui si trovano Feng e Yasaka. Il guerriero di Seito riesce a fuggire, mentre Feng viene finalmente ucciso da Zong-Wu. In seguito, il vecchio profeta appare a Zong-Wu e gli preannuncia che il suo imminente scontro con Kenshiro è un richiamo da parte della Sacra Madre di Hokuto. Wen-Li, gravemente malata, si reca al monastero di Ningbo per dire addio a Sua Santità Mei-Fu, una donna in grado di leggere nel pensiero. Mei-Fu rivela alla ragazza che presto giungeranno lì Ken, Zong-Wu e anche Yasaka. Intanto, Ye spiega a Kenshiro che il Chinpan si occuperà di trasportare una statua al monastero di Ningbo e Ken si offre di accompagnarla, in quanto ha l’impressione che il bodhisattva lo stia invitando a seguirlo. |                                    |
| 18 | 35-36 | 8 marzo 2008 | 10 luglio 2008 11 settembre 2008   |
| 18 | 35-36 | Capitoli - 198. Il ritorno della voce della Madre! - 199. Il passato di Zong-wu Liu! - 200. Un odore nostalgico! - 201. La voce del destino! - 202. Il Rito del Dono Celeste! - 203. Zong-Wu Liu, il successore! - 204. Il vero volto del successore! - 205. La tecnica più forte mai esistita! - 206. Il fantasma di Seito! - 207. Il volere del Dio degli Yuezhi! - 208. Lo spirito incandescente! - 209. Oltre la vendetta! |                                    |
| 18 | 35-36 | Trama Giunto a Ningbo, Ken prova nostalgia e, quando incontra Mei-Fu, riconosce in lei la voce che lo ha condotto lì, nel luogo in cui è nato. Anche Zong-Wu fa ritorno a Ningbo, dove ha sede la Scuola Liu di Hokuto e dove il maestro Xuan-Xin Liu lo prese come suo allievo e lo nominò infine successore. Zong-Wu si riappacifica con Wen-Li e si sottopone alla cerimonia del fuoco sacro, da cui ne esce profondamente cambiato e risoluto. In Giappone, Tesshin viene informato che suo figlio sta per affrontare il Rito del Dono Celeste per essere riconosciuto come legittimo successore della Divina Scuola di Hokuto, sconfiggendo il successore della Scuola Liu e ricevendo dalla Sacra Madre la tecnica segreta di Hokuto, e si rammarica di non esser mai riuscito a parlare a Kenshiro di sua madre. Pure Yasaka viene chiamato a Ningbo dalla voce delle bodhisattva ed attacca Zong-Wu, venendo tuttavia respinto. Avendo notato il grande cambiamento del suo avversario, Yasaka desiste dallo scontro e decide di lasciare che si compia il Rito del Dono Celeste fra Ken e Zong-Wu, per uccidere poi il vincitore. |                                    |
| 19 | 37-38 | 9 ottobre 2008 | 15 febbraio 2009 19 aprile 2009    |
| 19 | 37-38 | Capitoli - 210. La verità nascosta! - 211. L’orgoglio di un re! - 212. Parlando alla Sacra Madre! - 213. La prova del destino di Hokuto! - 214. Un discorso fra guerrieri! - 215. L’animo di un guerriero! - 216. Il drago dai cinque artigli, il nume tutelare dell’Impero! - 217. La fine del destino! - 218. Una preghiera per ascendere al cielo! - 219. La danza del monello! - 220. La danza del dio della morte! - 221. Il pensiero di Tai-Yan Zhang! - 222. Il pugno amato dal cielo! |                                    |
| 19 | 37-38 | Trama Il vecchio Hu-Run rivela a Ken che fu lui a portarlo dal suo amico Tesshin, mentre sua madre morì dopo la nascita. Ella era Yue-Ying, figlia di Xuan-Xin Liu, il precedente reggente della Scuola Liu. Per tale motivo, Kenshiro è un “purosangue” di Hokuto. In verità, Tesshin e Yue-Ying furono costretti a separarsi ed ella divenne una monaca: Mei-Fu. Ken, ignaro che Mei-Fu sia sua madre, le dice di non portare alcun rancore per sua madre e che avrebbe voluto incontrarla almeno una volta. Quando nacque, sua madre gli diede il nome E-Xing (“stella amata”) e lo mandò da Tesshin affinché potesse compiere il suo destino. Mentre Ken e Zong-Wu brindano, giunge a Ningbo il drago dai cinque artigli, l’incarnazione della Divina Scuola di Hokuto, insieme al vecchio profeta, ad annunciare l’inizio del Rito del Dono Celeste. Intanto, Yasaka osserva lo scontro in lontananza ma viene raggiunto da Tai-Yan, intenzionato ad impedire che il guerriero di Seito possa intromettersi nello scontro. Dopo uno scambio di colpi, il successore della Scuola Cao convince Yasaka ad assistere al Rito del Dono Celeste. Nel pieno del combattimento, Zong-Wu atterra Kenshiro. |                                    |
| 20 | 39-40 | 9 marzo 2009 | 20 settembre 2009 15 novembre 2009 |
| 20 | 39-40 | Capitoli - 223. L’anima del bambino! - 224. Il drago azzurro tra le reti del cielo! - 225. Un duello senza fine! - 226. Amore profondo! - 227. Il cerchio della morte! - 228. La tempesta dei petali d’oro di ciliegio! - 229. Il calore dell’affetto! - 230. Il volere del cielo! - 231. La misericordia della Sacra Madre! - 232. Una splendida sconfitta! |                                    |
| 20 | 39-40 | Trama Wen-Li, sempre più debilitata, dice a Mei-Fu di non poter ancora morire in quanto vuole mostrare l’esito dello scontro ad E-Guang, il figlio nato morto che ha avuto da Zong-Wu. In seguito alla sua morte, Zong-Wu entrò nell’oscurità ma, la sera prima del Rito del Dono Celeste, ha detto a Wen-Li di voler mostrare al loro figlio il proprio lato paterno. Davanti agli occhi di Yasaka e Tai-Yan, Kenshiro e Zong-Wu combattono senza esclusione di colpi. Ken prevale infine sull’avversario ma, prima di poter sferrare il colpo di grazia, viene fermato dalla statua della Sacra Madre, la quale ha pietà di Zong-Wu, che ha accettato serenamente la propria sconfitta. Wen-Li e Zong-Wu si ricongiungono, mentre per Kenshiro il Rito del Dono Celeste non si è ancora concluso e la statua della Sacra Madre comincia a sgretolarsi. |                                    |
| 21 | 41-42 | 9 dicembre 2009 | 16 maggio 2010 18 luglio 2010      |
| 21 | 41-42 | Capitoli - 233. La colonna dei defunti! - 234. Il fondatore della Divina Scuola di Hokuto! - 235. Superare la tristezza! - 236. La madre caritatevole di Hokuto! - 237. Il sangue del destino! - 238. La storia della tristezza! - 239. La diffusione della Divina Scuola di Hokuto! - 240. L’addio dei tre fratelli! - 241. Il pugno che protegge gli eroi! - 242. Il precedente maestro! - 243. La nascita di E-Xing! - 244. La fine del Rito del Dono Celeste! - 245. La fine di un lungo viaggio! - 246. L’anima di Hokuto! - 247. Il Dio! - 248. Le fiamme dell’odio! |                                    |
| 21 | 41-42 | Trama La statua rivela al suo interno una colonna dedicata ai successori defunti della Divina Scuola di Hokuto. Da essa, appare il vecchio profeta, che si congratula con Kenshiro, il quale può così ricevere la storia dei milleottocento anni di Hokuto. Ken assiste dunque allo sterminio della Scuola Lunare di Seito ad opera di Shuken, il quale scoprì tuttavia che Yama portava suo figlio in grembo. Fidandosi ciecamente del proprio amato, Yama tentò di suicidarsi ma fu salvata dalla lupa di Seito e infine partorì. Furiosi per il tradimento di Shuken, gli Yuezhi cercarono di uccidere suo figlio ma Yama si tolse la vita ottenendo in cambio di risparmiare il neonato, che fu anch’egli salvato dalla lupa e avrebbe poi dato origine alla stirpe di Yasaka. Assistendo alle gesta degli altri successori, Kenshiro vede suo padre Tesshin a Ningbo e scopre che sua madre è Mei-Fu. Mentre i due finalmente si abbracciano, Yasaka intende attaccare Ken approfittando di questo momento di debolezza ma viene fermato da Zong-Wu e Tai-Yan ed è costretto a ritirarsi. Nella notte, Yasaka si intrufola nel monastero e distrugge la colonna dei defunti ma Kenshiro, dopo averlo scaraventato via, gli rivela che a contenere le anime di Hokuto è un monile all’interno della colonna. Ken gli rivela così che il loro Dio è lo stesso e che non vuole la sua morte. Intanto, Zong-Wu sorseggia insieme a Tai-Yan, certi che ormai Kenshiro sia nettamente più forte di Yasaka e che abbia anche un altro sistema per dirimere la questione. |                                    |
| 22 | 43-44 | 9 novembre 2010 | 13 agosto 2011 15 ottobre 2011     |
| 22 | 43-44 | Capitoli - 249. I discendenti di Hokuto! - 250. Un incontro casuale sul campo di guerra! - 251. Il popolo degli Yuezhi! - 252. Un amore assoluto! - 253. Le lacrime della verità! - 254. La decisione dello Yuezhi! - 255. Un colpo dettato dalla rabbia! - 256. Il volere del monile! - 257. L’incontro! - 258. Il discorso all’ombra del ciliegio! - 259. La carità di una bambina! - 260. Il 62° successore della Divina Scuola di Hokuto! |                                    |
| 22 | 43-44 | Trama Tramite il sacro monile, Yasaka incontra Yama ed il vecchio profeta del destino, che gli rivelano come non fu Shuken ad uccidere Yama. Pentito per aver ucciso Fei-Yan in nome di un odio immotivato, Yasaka intende espiare le proprie colpe morendo contro Ken, il quale lo sconfigge con un sol colpo. Mei-Fu incarica Yasaka di portare il monile nella tomba degli Yuezhi, in modo che l’anima di Shuken possa ricongiungersi con quella di Yama. Tuttavia, Yasaka desidera prima chiedere perdono ad Erika e così lui, Kenshiro e Ye fanno ritorno a Shangai. Qui, Erika riconosce il monile come il tesoro maggiormente ricercato da Hitler e chiede a Yasaka di proteggerlo. Durante un pasto con il Chinpan, Ken sventa uno dei soliti attentati rivolti contro di loro e spiega a Yasaka come questa sia Shangai, la città internazionale del crimine. |                                    |

## Lista volumi Regenesis
| 1 | 20 marzo 2018 | 18 marzo 2021     |
| 1 | Capitoli - 1. Il Catalogo della Speranza è stato rubato! - 2. Indonesia nel caos! - 3. L’arte marziale della rinascita! - 4. La forza di proteggere! |                   |
| 1 | Trama 1939, sono trascorsi un paio d’anni ed Erika è stata rapita, ritrovandosi su una nave da guerra dell’esercito olandese. Gettandosi da un aereo col paracadute, arrivano in suo soccorso Kenshiro e Yasaka, che sbaragliano i soldati nemici. Ken interroga il comandante Bo Bonneveld e scopre che il rapimento è stato ordinato da un misterioso re imparentato con Erika, che si trova nelle Indie orientali olandesi e che conosce il vero valore del Catalogo della Speranza. Quando sta per pronunciare il nome del re, Bonneveld viene posseduto da lui, intimando a Kenshiro e Yasaka di non osare avvicinarsi, dopodiché esplode. Per incontrare questo re imparentato con Erika, che si è servito di tecniche di Hokuto, Ken e Yasaka decidono di recarsi in Indonesia, dove salvano gli indigeni dai soprusi dei soldati olandesi. Harto, un ragazzo del posto, li supplica di salvare il proprio padre, tenuto prigioniero dall’esercito invasore comandato dal colonnello Van der Kool. Harto conduce Erika e i due guerrieri nella base in cui Kool fa esperimenti sugli indonesiani, servendosi di una peculiare arte marziale. Proprio il padre di Harto viene potenziato in una bestia priva della ragione, che si scaglia contro Ken. Capendo che suo padre non potrà tornare normale, Harto gli dice addio mentre Kenshiro lo sconfigge. Kool decide di utilizzare Ken come cavia, il quale gli risponde di prendersela con lui se ha qualcosa contro Hokuto. |                   |
| 2 | 20 novembre 2018 | 20 maggio 2021    |
| 2 | Capitoli - 5. La stirpe celeste! - 6. Una tecnica terribile e misteriosa! - 7. Hokuto contro Tento! - 8. Un’espiazione infernale! - 9. Il giuramento per la speranza! - 10. Le tenebre dell’Indonesia! - 11. Regenesis! |                   |
| 2 | Trama A Shanghai, il vecchio del destino appare a Yuling, avvertendola che le stelle di Hokuto potrebbero venire inghiottite dalla prima arte marziale: la Scuola del Sacro Yin di Tento. Kenshiro viene messo in difficoltà da Kool, che utilizza le tecniche di Tento, con cui è anche in grado di rigenerarsi. Tuttavia, Kool non appartiene alla stirpe di Tento ed è in grado di utilizzarne le tecniche solo tramite l’assunzione di farmaci. Ken sconfigge Kool, che in punto di morte rivela che il re di Horeb vuole Erika perché la sua testa non contiene soltanto il Catalogo della Speranza. Proteggendo Erika, Yasaka viene avvelenato e cade esanime. Harto conduce allora il gruppo da Mandy Java Bee, medico dell’Armata di liberazione indonesiana, la quale non riesce tuttavia a contrastare il veleno. Yasaka agisce sui propri punti di pressione per restare in vita, per mantenere la promessa di proteggere Erika, in quanto a Shanghai la ragazza dimostrò di possedere un potere luminoso in grado di curare le ferite. Il gruppo viene attaccato da Barom, Panuman e Garuja, tre esseri bestiali che si presentano come La Genesi, coloro che ricreeranno il mondo. Kenshiro affronta il trio, che utilizza le tecniche di Tento, ed in suo supporto arriva Yasaka. |                   |
| 3 | 20 luglio 2019 | 16 settembre 2021 |
| 3 | Capitoli - 12. La determinazione dell’amore materno! - 13. Il fantasma di Shanghai! - 14. L’Armata Spettrale! - 15. I Giganti di Tento! |                   |
| 4 | 20 febbraio 2020 | 03 marzo 2022     |
| 4 | Capitoli |                   |